# Arenaria melanocephala
Arenaria melanocephala là một loài chim trong họ Scolopacidae.
Loài này là loài bản địa bờ biển tây của Bắc Mỹ và chỉ sinh sản ở Alaska.
Thân dài đến 22–25 cm và cân nặng 100-170 gram. Mỏ màu đen dài 20–27 mm và hơi xoay lên trên.

## Hình ảnh

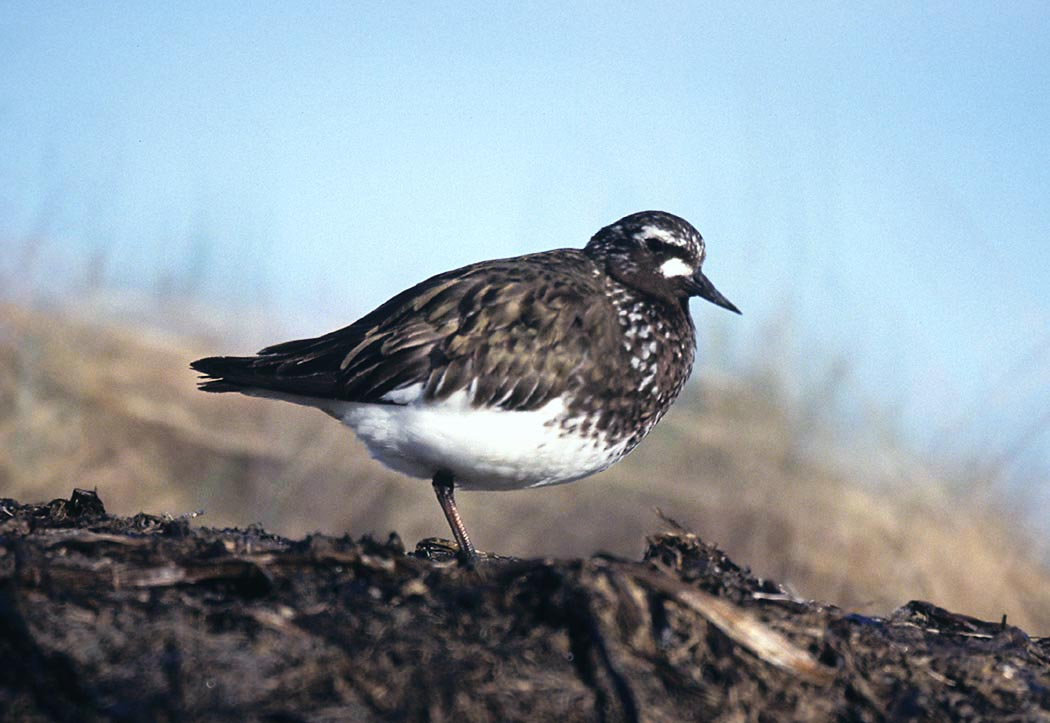
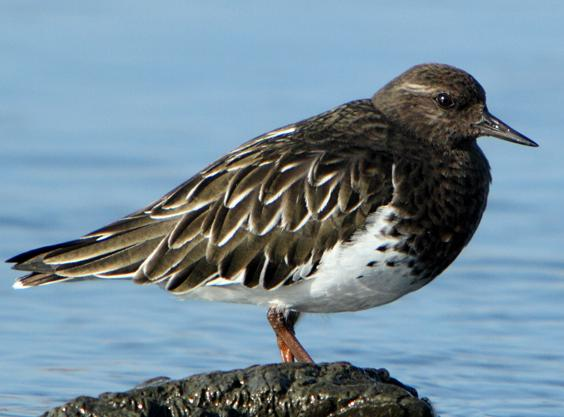
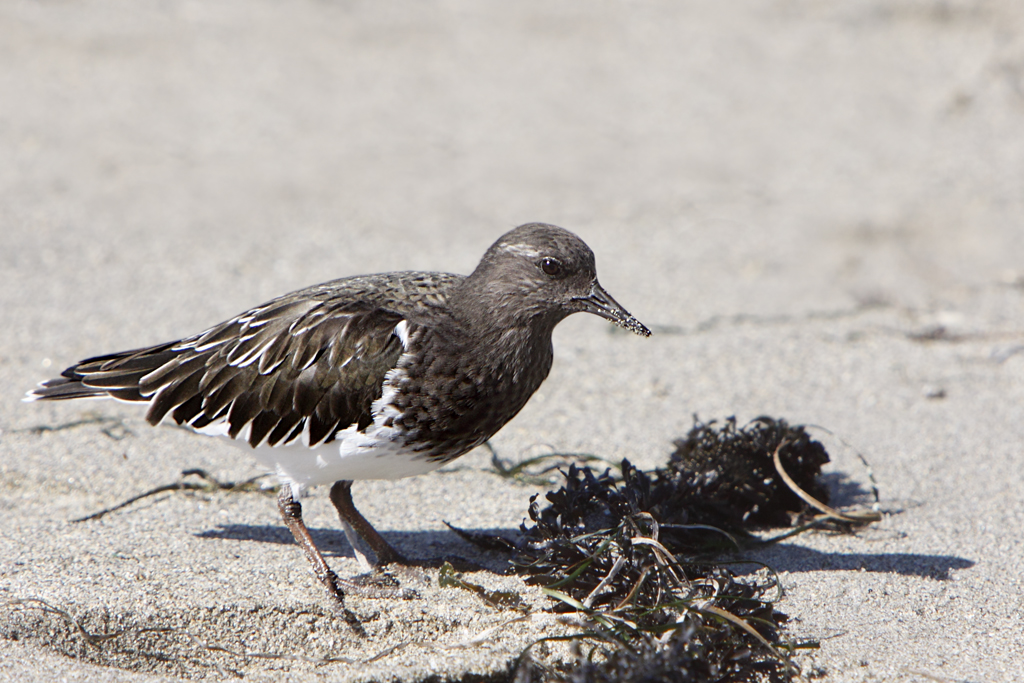
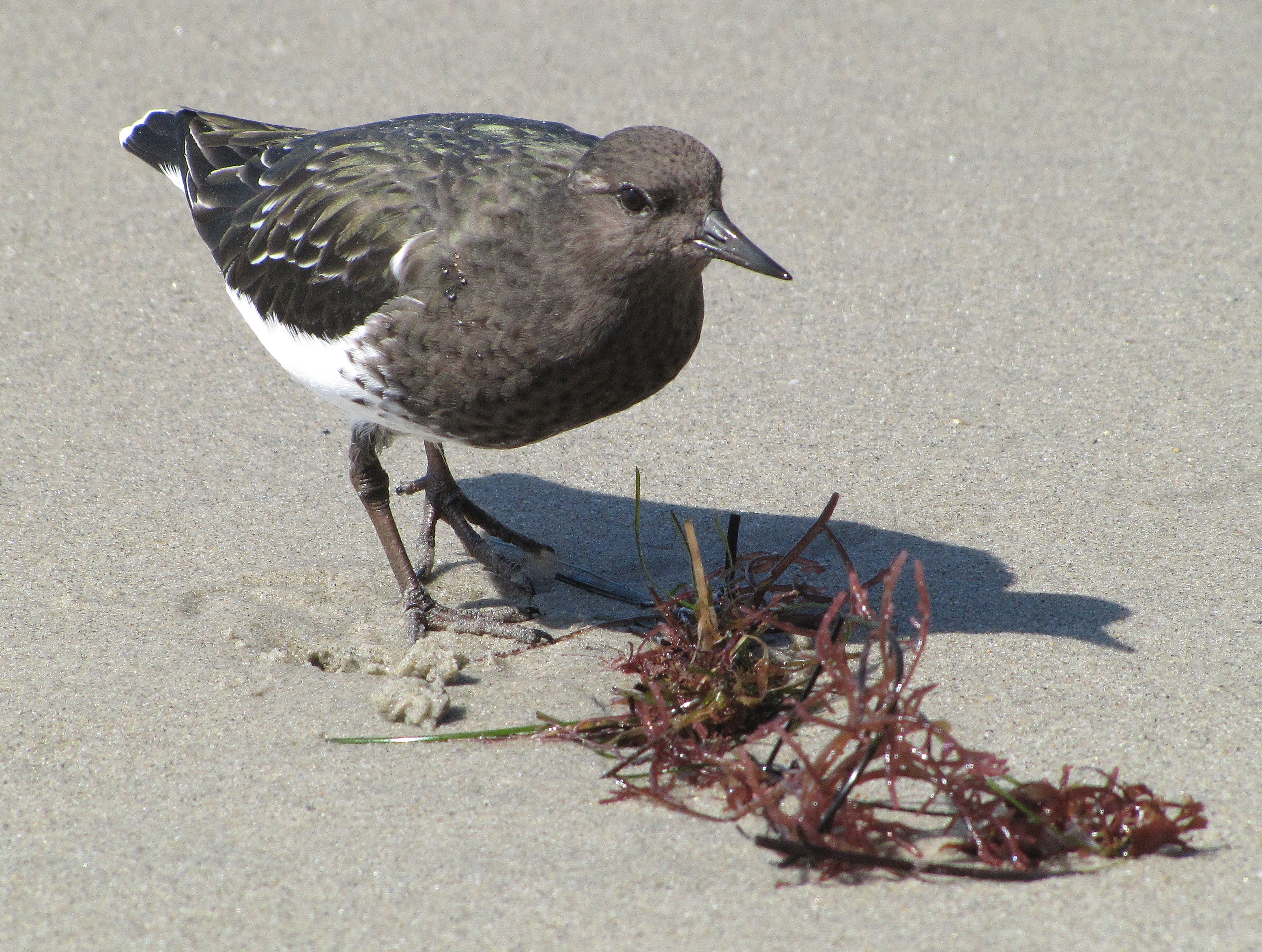
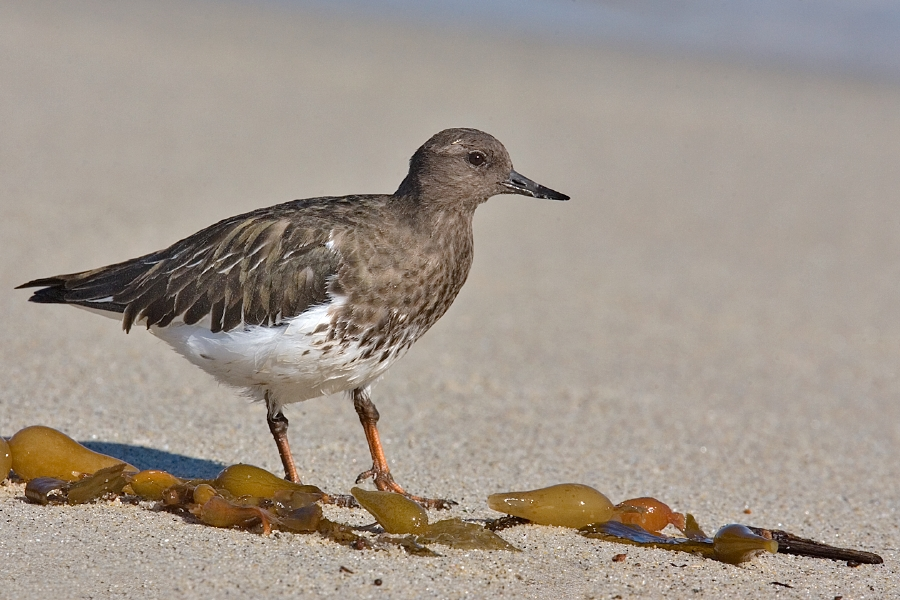